# 100年ごはん
『100年ごはん』（ひゃくねんごはん）は、2014年公開の日本映画。大分県臼杵市を舞台にしたドキュメンタリー。

## キャスト
- ワタシ - 近衛はな
- アナタ - 大谷賢治郎

## スタッフ
- 監督 - 大林千茱萸
- 脚本 - 森泉岳土、大林千茱萸
- 撮影 - 川上康弘
- 音楽 - 山下康介
- 主題歌 - 松永希「風のゆくえ」
- 製作 - 山﨑輝道
- 製作補 - 辛島奈緒美